# Tharra subapicalis
Tharra subapicalis är en insektsart som beskrevs av Walker 1870. Tharra subapicalis ingår i släktet Tharra och familjen dvärgstritar. Inga underarter finns listade i Catalogue of Life.